# Adi Nalić
Adi Nalić (Sölvesborg, 1 de diciembre de 1997) es un futbolista sueco, naturalizado bosnio, que juega de centrocampista en el Almere City F. C. de la Eredivisie. Es internacional con la selección de fútbol de Bosnia y Herzegovina.

## Trayectoria
Nalić comenzó su carrera deportiva en el Mjällby AIF, en 2016, fichando en 2017 por el Landskrona BoIS.
En 2019 fichó por el Malmö FF, que lo cedió al AFC Eskilstuna.

## Selección nacional
El 2 de junio de 2021 debutó con la selección de Bosnia y Herzegovina en un amistoso ante Montenegro que finalizó en empate a cero.

## Clubes
| Club                    | País         | Año       |
| ----------------------- | ------------ | --------- |
| Mjällby AIF             | Suecia       | 2016      |
| Landskrona BoIS         | Suecia       | 2017-2018 |
| Malmö FF                | Suecia       | 2019-2022 |
| AFC Eskilstuna (cedido) | Suecia       | 2019      |
| Hammarby IF             | Suecia       | 2023      |
| Almere City F. C.       | Países Bajos | 2024-     |

## Palmarés

### Títulos nacionales
| Título         | Club     | País   | Año  |
| -------------- | -------- | ------ | ---- |
| Allsvenskan    | Malmö FF | Suecia | 2020 |
| Allsvenskan    | Malmö FF | Suecia | 2021 |
| Copa de Suecia | Malmö FF | Suecia | 2022 |